# Marcos Nobre
Marcos Severino Nobre (* 13. April 1965) ist ein brasilianischer Sozialwissenschaftler.

## Leben und Wirken
1983 bis 1997 studierte er an der Universität von São Paulo und erwarb dort 1986 einen Bachelor in Sozialwissenschaften, 1991 einen Master in Philosophie und 1997 einen Doktor in Philosophie. Als Post-Doktorand war er 2000 bis 2001 an der Johann Wolfgang Goethe-Universität Frankfurt am Main.
Von 1990 bis 1999 war Nobre Assistant Professor für Philosophie und seit 1999 ist er Professor für Philosophie an der Staatlichen Universität von Campinas (UNICAMP) im brasilianischen Bundesstaat São Paulo. Zudem forscht er seit 1998 am Centro Brasileiro de Análise e Planejamento (CEBRAP, Brasilianisches Zentrum für Analyse und Planung) und ist seit 2007 Kolumnist der Tageszeitung Folha de S. Paulo.
Er arbeitet zur Geschichte der Philosophie, zur Kritischen Theorie, zur Deutschen Philosophie, zu Rechtstheorie und Demokratie. Er sagte schon 2009 die Proteste in Brasilien 2013 voraus.

## Werke
- Marcos Nobre: A dialética negativa de Theodor W. Adorno. A ontologia do estado falso. Iluminuras, São Paulo 1998, ISBN 85-7321-077-X
- Marcos Nobre und José Márcio Rego (Hrsg.): Conversas com filósofos brasileiros. Editora 34, São Paulo 2000, ISBN 85-7326-190-0
- Marcos Nobre: Lukács e os limites da reificação. Um estudo sobre história e consciêncis de classe. Editora 34, São Paulo 2001, ISBN 85-7326-219-2
- Marcos Nobre und Maurício de Carvalho Amazonas: Desenvolvimento sustentável. A institucionalização de um conceito. IBAMA, Brasilia 2002, ISBN 85-7300-103-8
- Vera Schattan P Coelho und Marcos Nobre: Participação e deliberação. Teoria democrática e experiências institucionais no Brasil contemporâneo. Editora 34, São Paulo 2004, ISBN 85-7326-313-X
- Marcos Nobre: A teoria crítica. Jorge Zahar, Rio de Janeiro 2004, ISBN 85-7110-802-1
- Marcos Nobre und Ricardo Terra: Ensinar filosofia uma conversa sobre aprender a aprender. Papirus, Campinas 2007, ISBN 978-85-308-0837-2
- Marcos Nobre und Ricardo Ribeiro Terra: Direito e democracia. Um guia de leitura de Habermas. Malheiros Editores, São Paulo 2008, ISBN 978-85-7420-900-5
- Marcos Nobre: Curso livre de teoria crítica. Papirus, Campinas 2008, ISBN 978-85-308-0862-4
- Marcos Nobre und Luiz Repa: Habermas e a reconstrução. Sobre a categoria central da Teoria Crítica habermasiana. Papirus, Campinas 2012, ISBN 978-85-308-0961-4